# St. Lorenz (Probstzella)

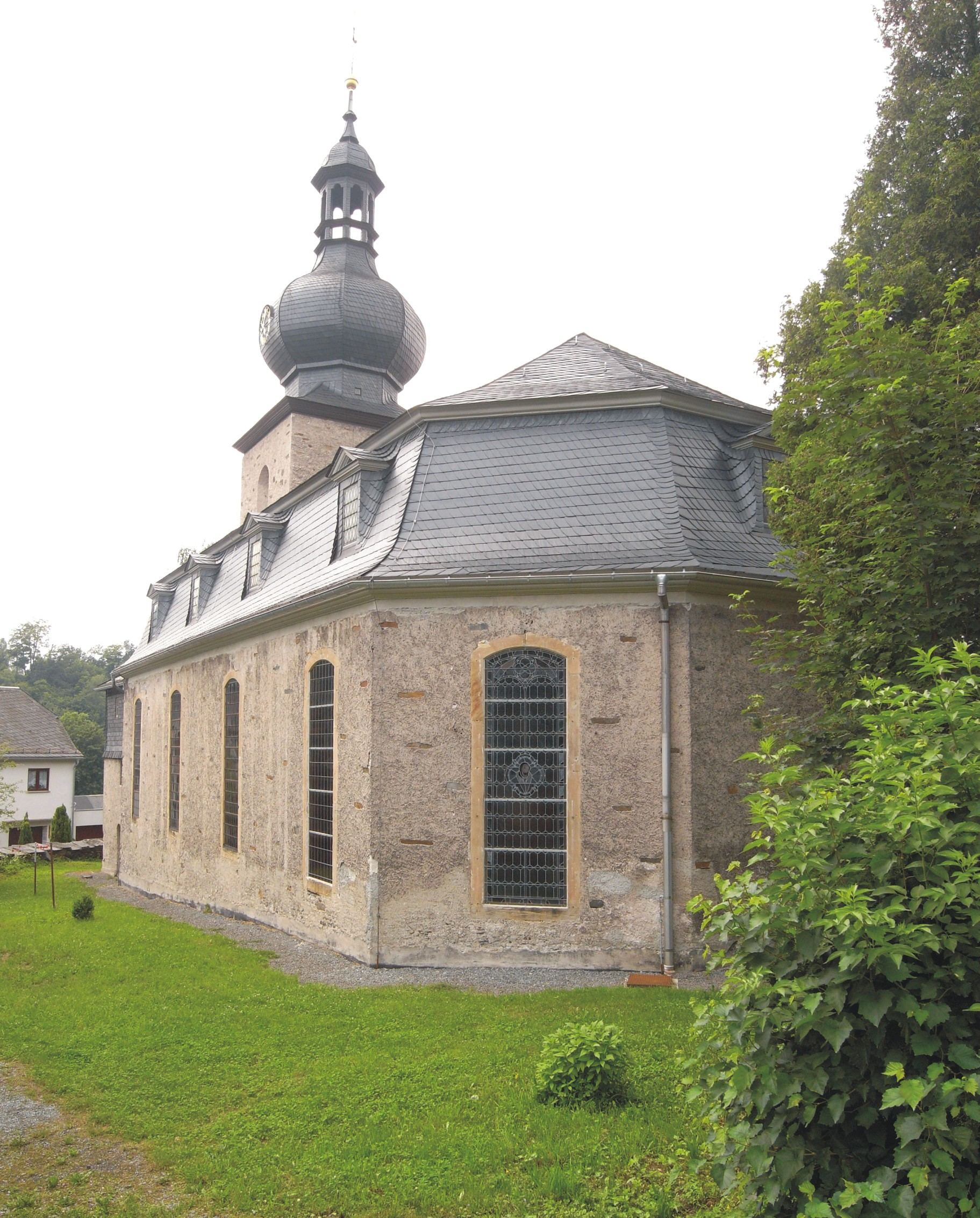
St. Lorenz (Probstzella)

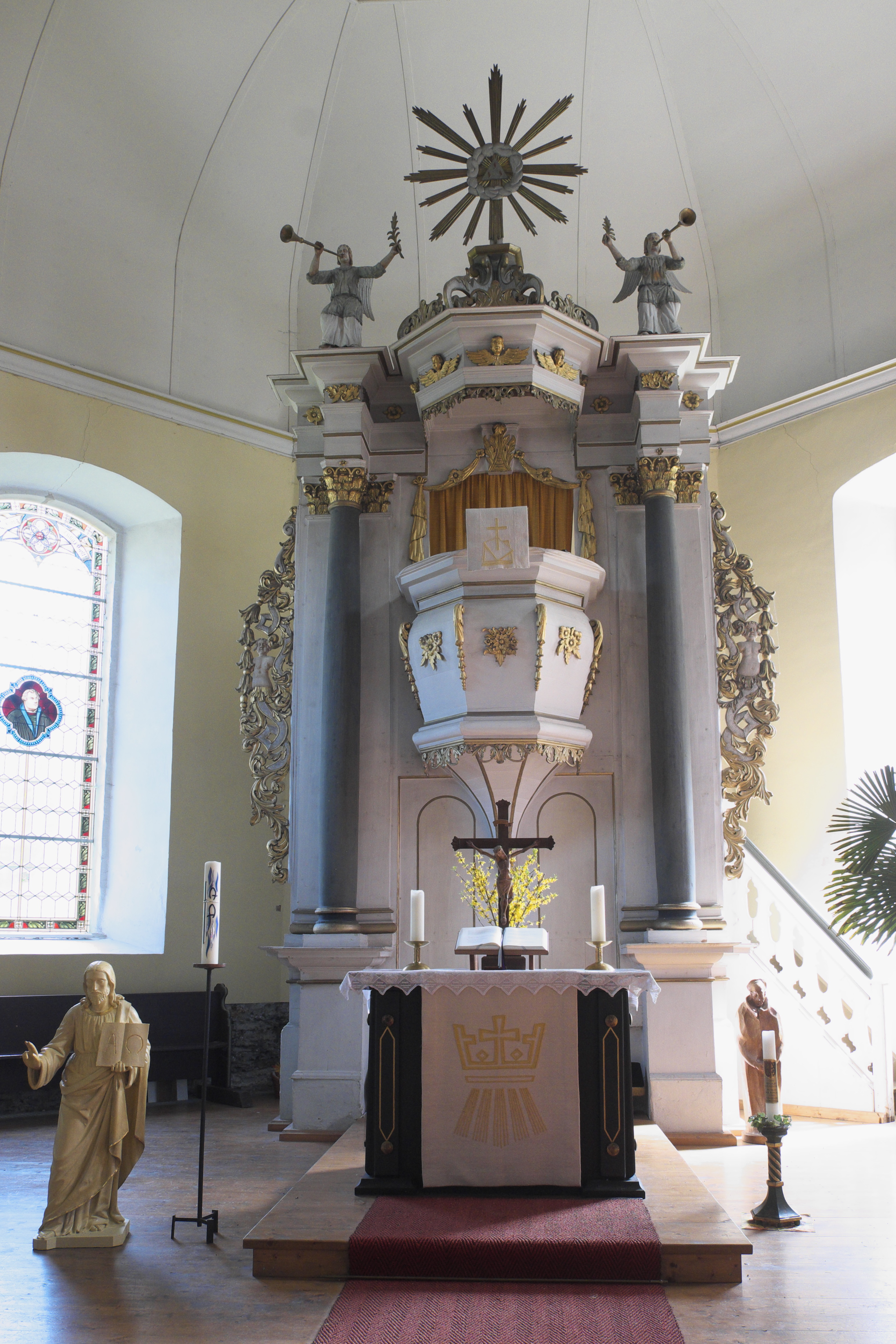
Kanzelaltar

Die evangelische Kirche St. Lorenz steht in der Gemeinde Probstzella im Landkreis Saalfeld-Rudolstadt in Thüringen.

## Geschichte
Der älteste Teil des Baudenkmals ist das spätgotische Turmuntergeschoss mit Spitzbogenwölbung. Der Helm wurde als welsche Haube dem Turm im 18. Jahrhundert aufgesetzt.
Das Kirchenschiff mit Mansarddach wurde 1755 gebaut. 
Bemerkenswert ist im Kirchenschiff der barocke Kanzelaltar aus der Erbauungszeit des Schiffs.
Die Orgel auf der hinteren Empore wurde 1921 von der Manufaktur G. F. Steinmeyer & Co. in das Gehäuse der Vorgängerorgel von Carl Lösche aus dem Jahr 1880 eingebaut. Sie hat einen Umfang von 27 Registern auf zwei Manualen und Pedal.